# Witold Kołbuk
Witold Stanisław Kołbuk (ur. 20 czerwca 1952) – historyk zajmujący się Kościołami Wschodnimi w Rzeczypospolitej. 

## Życiorys
Absolwent Katolickiego Uniwersytetu Lubelskiego (1978), doktorat w 1984, habilitacja w 1992. W latach 1981–1982 pracownik Instytutu Geografii Historycznej Kościoła w Polsce KUL, 1982-1987 pracował w Międzywydziałowym Zakładzie Badań nad Kulturą Bizantyjsko-Słowiańską KUL. 1987-1990 zatrudniony w Katedrze Historii Europy Wschodniej Wydziału Nauk Humanistycznych KUL. W okresie 1990–1995 pracownik Katedry Polityki Gospodarczej Wydział Nauk Społecznych KUL. Od 1995 zatrudniony w Katedrze Kultury Bizantyjsko-Słowiańskiej (1998-2014 kierownik Katedry) W latach 2007–2012 dyrektor Instytutu Filologii Słowiańskiej KUL.

## Wybrane publikacje
- Kościoły wschodnie na ziemiach dawnej Rzeczypospolitej 1772-1914. Rozprawa habilitacyjna, Lublin: Redakcja Wydawnictw KUL 1992.
- Duchowieństwo unickie w Królestwie Polskim 1835-1875, Lublin: Wydawnictwo Towarzystwa Naukowego KUL 1992.
- Kościoły wschodnie w Rzeczypospolitej około 1772 roku. Struktury administracyjne, Lublin: Instytut Europy Środkowo-Wschodniej 1998.
- (redakcja) Między wschodem a zachodem. Z dziejów kultury pogranicza polsko-wschodniosłowiańskiego, red. Witold Kołbuk, Albert Nowacki, Lubomyr Puszak, Lublin: Wydawnictwo KUL 2010.
- Cerkiew prawosławna w Polsce międzywojennej, Lublin: Wydawnictwo KUL 2013.
- Życie codzienne na probostwie unickim na ziemiach nadbużańskich w XVIII i XIX wieku, Lublin: Wydawnictwo KUL 2015 (wspólnie z Anną Kołbuk).
- Sieć sakralnych obiektów cerkiewnych w granicach współczesnej Polski, Lublin: Wydawnictwo Werset 2021.